# Peter Esch Raaschou
Peter Esch Raaschou, född 4 oktober 1883 i Köpenhamn, död 30 maj 1971, var en dansk kemiingenjör. 
Raaschou blev civilingenjör 1905 (dansk cand.polyt.-examen). Han var 1913‑1954 professor i teknisk kemi vid Polyteknisk Læreanstalt (Danmarks Tekniske Höjskole) i Köpenhamn. Han invaldes 1943 som utländsk ledamot av Kungliga Vetenskapsakademien i Stockholm.